# Pusztafalu
Pusztafalu es un pueblo húngaro perteneciente al distrito de Sátoraljaújhely, condado de Borsod-Abaúj-Zemplén.

## Superficie
Cuenta con una superficie de 7,00 km².

## Demografía
Hasta 2024 la población era de 175 habitantes, con una densidad de población de 25 hab/km².
| Gráfica de evolución demográfica de Pusztafalu entre 2020 y 2024 |
|                                                                  |
| Datos según la Oficina Central de Estadística de Hungría.        |